# خيسوس غالفان مونيوث
خيسوس غالفان مونيوث (بالإسبانية: Jesús Galván Muñoz)‏ هو محامي وسياسي مكسيكي، ولد في 17 أبريل 1955 في المكسيك. حزبياً، نشط في حزب العمل الوطني. وقد انتخب عضو مجلس الشيوخ من المكسيك.